# 群馬県道322号新田市野井線
群馬県道322号新田市野井線（ぐんまけんどう322ごう にったいちのいせん）は、群馬県太田市を通過する一般県道である。

## 概要
本路線は、太田市新田市野井町を通過する道路であり、群馬県道332号桐生新田木崎線と並行して走る。終点では群馬県道2号前橋館林線と接続する。終点から1.3 kmほど北進すると起点に至るが、起点で接続する国道や県道はない。なお起点から600mほど太田市道を北進すると、群馬県道39号足利伊勢崎線と接続する。

### 路線データ
- 起点 : 群馬県太田市新田市野井町（生品神社付近）[注釈 1]
- 終点 : 群馬県太田市新田市野井町（群馬県道2号前橋館林線交点）[注釈 2]
- 総延長 : 1.2695 km[1]
- 実延長 : 1.2695 km[1]

## 歴史
- 1959年（昭和34年）9月18日：群馬県より現・道路法に基づき、県道市野井線（新田郡新田町大字市野井 - 県道前橋古河線交点〈新田郡新田町〉、整理番号109）が路線認定される[2]。
  - 同日、前身路線にあたる県道太田生品線（太田市 - 生品神社、整理番号170）が路線廃止される[3]。

## 地理

### 通過する自治体
- 群馬県
  - 太田市

### 沿線
- 生品神社（太田市新田市野井町）
- 太田市立生品中学校（太田市新田市野井町/新田村田町）
- グリーンタウンいくしな（太田市新田瑞木町/新田村田町にあるニュータウン）
- ニコモール新田（太田市新田市野井町）